# Matt Roy (Eishockeyspieler)
Matthew „Matt“ Alan Roy (* 1. März 1995 in Canton, Michigan) ist ein US-amerikanischer Eishockeyspieler, der seit Juli 2024 bei den Washington Capitals in der National Hockey League unter Vertrag steht. Zuvor verbrachte der Verteidiger über acht Jahre in der Organisation der Los Angeles Kings.

## Karriere

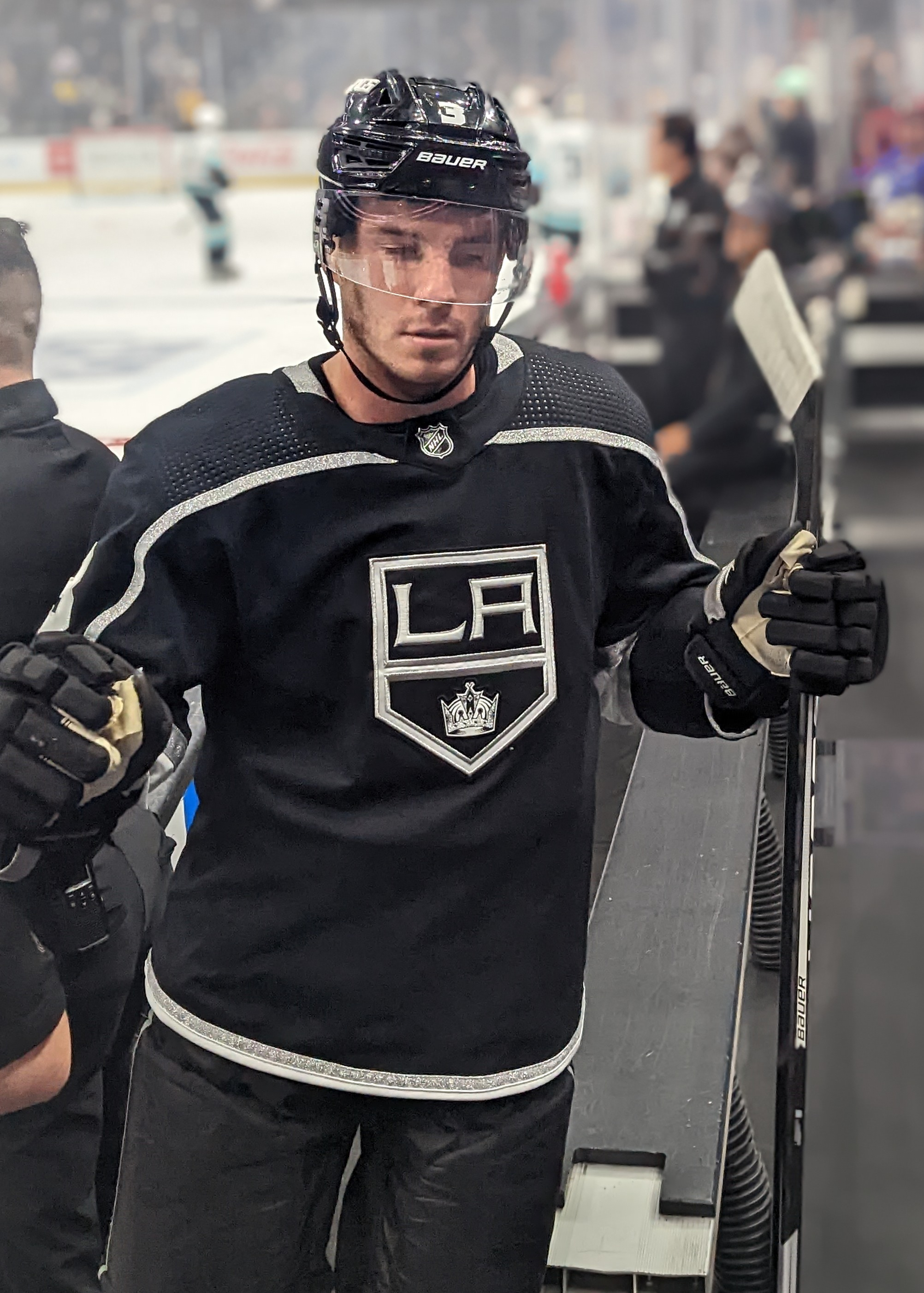
Roy im Trikot der Los Angeles Kings (2022)

Matt Roy durchlief in seiner Jugend die Nachwuchsorganisation Victory Honda aus Plymouth in seinem Heimatstaat Michigan. Von dort wechselte er in der Saison 2012/13 zu den Indiana Ice in die United States Hockey League (USHL), die ranghöchste Juniorenliga des Landes. Mit diesen gewann der Verteidiger am Ende der folgenden Spielzeit 2013/14 die USHL-Playoffs um den Clark Cup. Anschließend kehrte er nach Michigan zurück, wo er sich an der Michigan Technological University einschrieb und fortan mit deren Eishockeyteam, den Huskies, am Spielbetrieb der Western Collegiate Hockey Association (WCHA) teilnahm, einer Liga der National Collegiate Athletic Association (NCAA). Als Freshman erreichte er eine Plus/Minus-Statistik von +22, Rang drei aller Rookies der NCAA, sodass er im NHL Entry Draft 2015 an 194. Position von den Los Angeles Kings berücksichtigt wurde. Anschließend kehrte der US-Amerikaner für zwei weitere Jahre zu den Huskies zurück, wobei er seine Offensivstatistik stetig steigerte und jeweils einmal ins First und Second All-Star Team der WCHA gewählt wurde. Darüber hinaus gewann er am Ende der Spielzeit 2016/17 die Meisterschaft der WCHA mit der Michigan Tech.
Im März 2017 unterzeichnete Roy einen Einstiegsvertrag bei den Kings und gab noch gegen Ende der Saison 2016/17 sein Profidebüt bei deren Farmteam, den Ontario Reign aus der American Hockey League (AHL). Dort verbrachte der Abwehrspieler auch die gesamte Spielzeit 2017/18, ehe er im Februar 2019 zu seinem Debüt für Los Angeles in der National Hockey League (NHL) kam. Mit Beginn der Saison 2019/20 etablierte er sich schließlich im NHL-Aufgebot der Kings.
Nach über acht Jahren in der Organisation der Kings wechselte Roy im Juli 2024 als Free Agent zu den Washington Capitals. Dort erhielt er einen neuen Siebenjahresvertrag mit einem durchschnittlichen Jahresgehalt von 5,75 Millionen US-Dollar.

### International
Im Rahmen der Weltmeisterschaft 2021 gab Roy sein Debüt für die Nationalmannschaft der USA und gewann dort mit ihr die Bronzemedaille.

## Erfolge und Auszeichnungen
- 2014 Clark-Cup-Gewinn mit den Indiana Ice
- 2016 WCHA Second All-Star Team
- 2017 Broadmoor-Trophy-Gewinn mit der Michigan Technological University
- 2017 WCHA First All-Star Team

### International
- 2021 Bronzemedaille bei der Weltmeisterschaft

## Karrierestatistik
Stand: Ende der Saison 2024/25

### International
Vertrat die USA bei:
- Weltmeisterschaft 2021

(Legende zur Spielerstatistik: Sp oder GP = absolvierte Spiele; T oder G = erzielte Tore; V oder A = erzielte Assists; Pkt oder Pts = erzielte Scorerpunkte; SM oder PIM = erhaltene Strafminuten; +/− = Plus/Minus-Bilanz; PP = erzielte Überzahltore; SH = erzielte Unterzahltore; GW = erzielte Siegtore; 1 Play-downs/Relegation; Kursiv: Statistik nicht vollständig)